# 浅川純直
浅川 純直（あさかわ すみなお、1909年（明治42年）11月29日 - 1991年（平成3年）3月9日）は、昭和時代の政治家。宮城県角田市長。奥州浅川氏の末裔。

## 経歴
宮城県角田市生まれ。1942年（昭和7年）中央大学法学部卒。東京都職員を経て帰郷、角田市議会議長（4・5・6・7代）、角田市長（8・9代）を歴任。1990年（平成2年）市長を引退した。
角田市幡守会（角田石川藩家中の子孫の会）の会長を務めた。

## 栄典
勲章等
- 1988年（昭和63年） - 勲三等瑞宝章[4]